# Борки (Невельский район)
Борки — деревня в Невельском районе Псковской области России. Административный центр Артёмовской волости. 

## География
Расположена к юго-востоку от города Невель, на его окраине.

## Население
| 2001 | 2002 | 2010 |
| ---- | ---- | ---- |
| 352  | ↗407 | ↘400 |

Численность населения деревни по оценке на начало 2001 года составляла 352 человека.